# Madeleine (gebak)

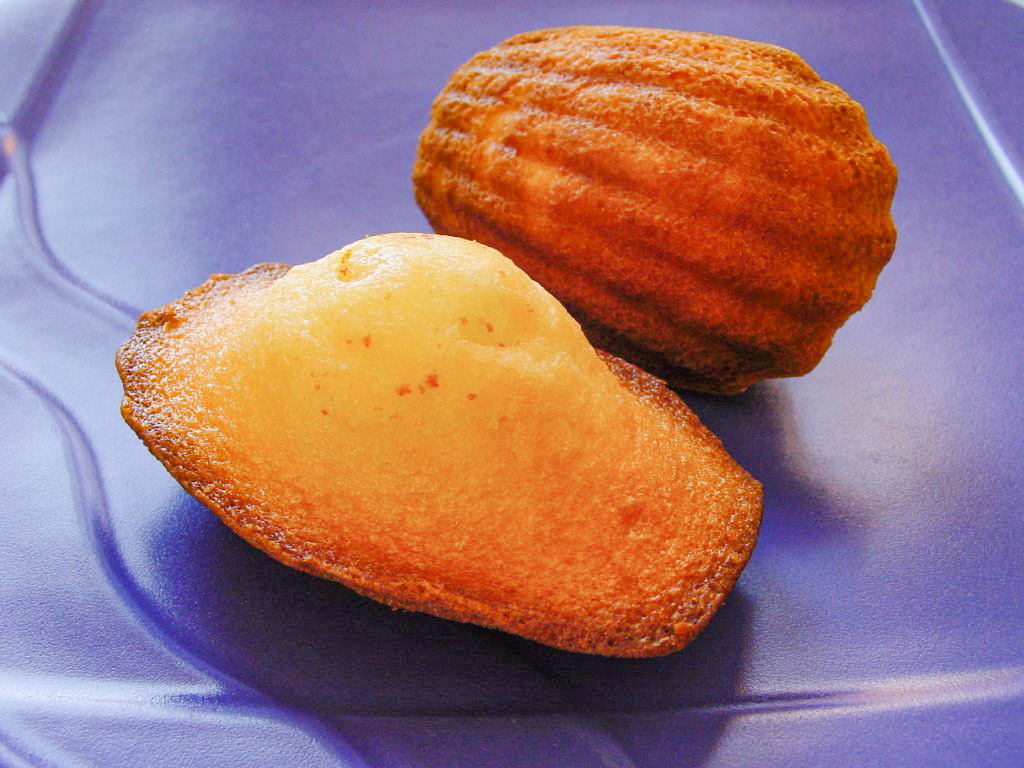
Madeleines

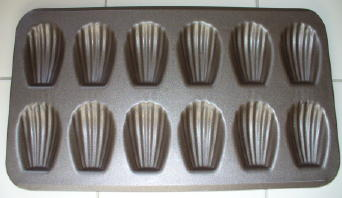
Bakvorm voor madeleines

Een madeleine is een kleine schelpvormige cake afkomstig uit Commercy in Lotharingen. Het deeg wordt gemaakt van meel, poedersuiker, boter, eieren, natriumbicarbonaat, citroenschil en rum en wordt met een spuitzak in een bakblik in de vorm van een sint-jakobsschelp gespoten. 
De madeleine is in en buiten Frankrijk zeer geliefd en wordt ook op grote schaal industrieel vervaardigd. "Madeleine" zou in de 18e eeuw een boerin zijn geweest, die bij het onverwacht bezoek van hertog Stanislaus Leszczyński deze cakejes zou hebben gebakken met wat ze op dat moment in huis had.